# Villásszarvú antilop
A villásszarvú antilop (Antilocapra americana) az emlősök (Mammalia) osztályának párosujjú patások (Artiodactyla) rendjébe, ezen belül a villásszarvúantilop-félék (Antilocapridae) családjába tartozó egyetlen élő faj és egyben típusfaja is.
Hasonló megjelenése ellenére nem rokona az Afrikában és Ázsiában elterjedt különféle antilopfajoknak, hanem egy a tülkösszarvúakkal párhuzamosan kifejlődött család utolsó életben maradt faja. Bár életmódjában sok mindenben hasonlít a tülkösszarvúakra, bizonyos tulajdonságai a szarvasfélékkel mutat rokonságot.

## Előfordulása
A villásszarvú antilop Észak-Amerika nyugati részén, a kanadai határtól, Mexikó északi részéig honos.
A húszas években kíméletlenül vadászták, ezért állománya a korábbi 35 millióról 20 000 egyedre csökkent. Különböző természetvédő szervezetek óvintézkedéseinek köszönhetően ma már ismét 450 000-re nőtt a számuk, bár egyes alfajok továbbra is veszélyeztetettek. Mexikóban számuk nem éri el az 1000 egyedet, így mindhárom ott előforduló alfaj veszélyeztetett. Közülük a Kaliforniai-félszigeten élő Antilocapra americana peninsularis a legritkább, egyedszáma nem lehet több 200 állatnál és a „kihalástól veszélyeztetett” kategóriába sorolják. Ez az alfaj kizárólag Mexikóban él, a másik kettőnek vannak populációi az Amerikai Egyesült Államokban is, így azok az ottani természetvédelmi intézkedéseknek köszönhetően kevésbé fenyegetettek.

## Alfajai
- Antilocapra americana americana Ord, 1815 - Az Amerikai Egyesült Államok és Kanada prérijein
- Antilocapra americana mexicana Merriam, 1901 - Az Egyesült Államok délnyugati államainak félsivatagaiban és Mexikó csatlakozó területein
- Antilocapra americana oregona V. Bailey, 1932 - Oregon
- Antilocapra americana peninsularis Nelson, 1912 - A Kaliforniai-félszigeten fordul elő
- Antilocapra americana sonoriensis Goldman, 1945 - Arizona déli részén és Mexikó északi területein

## Megjelenése
Az állat fej-törzs-hossza 100-150 centiméter, farokhossza 7,5-17,8 centiméter, marmagassága 81-104 centiméter és testtömege 36-70 kilogramm. A hímnek villa alakú, hátrafelé hajló, kis, előre álló hegyű szarva van. A nőstény szarva nagyon apró vagy teljesen hiányzik. A szarvcsonton lévő szarvtokot évente váltják. Veszély esetén a hosszú, fehér szőre feláll, ez figyelmeztető jelzés a csorda többi tagjának; egyúttal a farok tövénél levő mirigy erős szagot termel. A gida kezdetben szürkésbarna, körülbelül három hét elteltével veszi fel szülei halvány árnyalatát. A gidák a szoptatási időt kivéve az első napoktól egyedül maradnak.
|  |  |

## Életmódja
A villásszarvú antilop csordához és revírhez kötődő, legelő életmódot folytat. Tápláléka lágy szárú növények, cserjék levelei, fűfélék és kaktuszok. Az állat 9-10 évig élhet.

## Szaporodása
Az ivarérettséget 15 hónapos korban éri el; a hím ritkán szaporodik ötödik életéve előtt. A párzási időszak márciustól októberig tart. A vemhesség 252 napig tart, ennek végén általában kettő, néha három gida születik. A gidák már három hetesen füvet esznek.